# Joel Rosenberg
Joel Rosenberg Moses (Montevideo, 8 de agosto de 1972) es un periodista, escritor y locutor uruguayo.

## Biografía
En 1999 egresa de la licenciatura en Comunicación Social de la Universidad Católica del Uruguay. Fue durante 10 años periodista deportivo en Canal 10, en los programas Deporte total y Cerrá y vamos, redactor del suplemento: ¿Qué Pasa? del diario El País de Montevideo entre 2001 y 2005, coconductor del programa En perspectiva de radio El Espectador en 2004, columnista de actualidad y noticias de Justicia infinita en radio Océano FM 93.9 desde 2003 a 2007 y de la revista Freeway desde 2003 a 2006.
Dirige junto a Carlos Tanco (Darwin Desbocatti) y conduce junto a Ricardo Leiva (Sueco) el programa No toquen nada que se emitió hasta 2017 de lunes a sábados de 8 a 12 horas en Océano FM y desde febrero de 2017 en Del Sol FM de lunes a viernes de 8 a 12 horas. También dirigió el Portal 180.
Es autor del libro Un grito de gol. La historia del relato de fútbol en la radio uruguaya, editado por Aguilar en 1999. La edición incluye un disco compacto con grabaciones de relatos y comentarios de fútbol realizados entre 1950 y 1997.
Rosenberg fue galardonado con el Premio Legión del Libro otorgado por la Cámara Uruguaya del Libro.